# Miles Goodman
Miles Goodman (Los Angeles, 27 agosto 1949 – Brentwood, 16 agosto 1996) è stato un compositore statunitense di colonne sonore cinematografiche e televisive.
Nel 1987 ha ricevuto la nomination al Golden Globe per la migliore colonna sonora originale per il film La piccola bottega degli orrori.

## Filmografia parziale

### Cinema
- Incontri erotici del quarto tipo (Wham! Bam! Thank You, Spaceman!), regia di William A. Levey (1975)
- Cercando di uscire (Lookin' to Get Out), regia di Hal Ashby (1982)
- Un giocatore troppo fortunato (Jinxed!), regia di Don Siegel (1982)
- Tavolo per cinque (Table for Five), regia di Robert Lieberman (1983)
- Voglia di vincere (Teen Wolf), regia di Rod Daniel (1985)
- A proposito della notte scorsa... (About Last Night...), regia di Edward Zwick (1986)
- La piccola bottega degli orrori (Little Shop of Horrors), regia di Frank Oz (1986)
- La Bamba, regia di Luis Valdez (1987)
- Due figli di... (Dirty Rotten Scoundrels), regia di Frank Oz (1988)
- Un poliziotto a quattro zampe (K-9), regia di Rod Daniel (1989)
- Piccola peste (Problem Child), regia di Dennis Dugan (1990)
- Dice lui, dice lei (He Said, She Said), regia di Ken Kwapis e Marisa Silver (1991)
- Tutte le manie di Bob (What About Bob?), regia di Frank Oz (1991)
- Moglie a sorpresa (HouseSitter), regia di Frank Oz (1992)
- Festa in casa Muppet (The Muppet Christmas Carol), regia di Brian Henson (1992)
- Sister Act 2 - Più svitata che mai (Sister Act 2: Back in the Habit), regia di Bill Duke (1993)
- Papà ti aggiusto io (Getting Even with Dad), regia di Howard Deutch (1994)
- Dunston - Licenza di ridere (Dunston Checks In), regia di Ken Kwapis (1996)
- Per amore di Vera (Larger Than Life), regia di Howard Franklin (1996)
- Solo se il destino (Til These Was You), regia di Scott Winant (1997)

### Televisione
- James (James at 15) - serie TV, 6 episodi (1977-1978)
- Lou Grant - serie TV, 2 episodi (1978-1979)
- La famiglia Bradford (Eight is enough) - serie TV, 4 episodi (1981)
- New York New York (Cagney & Lacey) - serie TV, 3 episodi (1982)
- Il mistero di Jillian (King's Crossing) - serie TV, 3 episodi (1982)
- Storie incredibili (Amazing Stories) - serie TV, 1 episodio (1986)
- CBS Summer Playhouse - serie TV, 1 episodio (1988)
- I racconti della cripta (Tales from the Crypt) - serie TV, 1 episodio (1990)

## Premi
- BMI Film & TV Award - vinto nel 1988 per La Bamba, in collaborazione con Carlos Santana.